# Lispocephala falculata
Lispocephala falculata är en tvåvingeart som beskrevs av Collin 1963. Lispocephala falculata ingår i släktet Lispocephala, och familjen husflugor. Arten har ej påträffats i Sverige.